# Michihisa Date
Michihisa Date (født 22. august 1966) er en tidligere japansk fodboldspiller.
Han har spillet for flere forskellige klubber i sin karriere, herunder Júbilo Iwata og Kashiwa Reysol.